# Instinción
Instinción ist eine spanische Gemeinde im Verwaltungsgebiet Alpujarra Almeriense der Provinz Almería in der Autonomen Gemeinschaft Andalusien. Die Bevölkerung von Instinción bestand im Jahr 2024 aus 498 Einwohnern. 

## Geografie
Die Gemeinde grenzt an Alboloduy, Alsodux, Bentarique, Canjáyar, Enix, Felix, Illar, Rágol und Terque. 

## Geschichte
Die Stadt geht auf die Zeit von  Al-Andalus zurück. Der Ort wurde nach der Vertreibung der Mauren im 16. Jahrhundert von Siedlern neu bevölkert.